# Boswellia serrata
Espèce
Classification phylogénétique
Boswellia serrata est une plante qui produit de l'encens indien. La plante est originaire d'une grande partie de l'Inde et de la région du Pendjab qui s'étend jusqu'au Pakistan.

## Durabilité
Boswellia serrata risque actuellement d'être éradiquée en raison de pratiques non durables.

## Recherches
Boswellia serrata contient divers dérivés de l'acide boswellique, notamment l'acide β-boswellique, l'acide acétyl-β-boswellique, l'acide 11-céto-β-boswellique et l'acide acétyl-11-céto-β-boswellique.
Des extraits de Boswellia serrata ont été cliniquement étudiés pour l'arthrose et la fonction articulaire, la recherche montrant des tendances à une légère amélioration dans la douleur et la fonction.
L'extrait de Boswellia serrata montre des effets bénéfiques sur la cognition dans un essai clinique pilote en double aveugle, randomisé et contrôlé par placebo, chez des personnes ayant subi une lésion cérébrale traumatique.

## Galerie

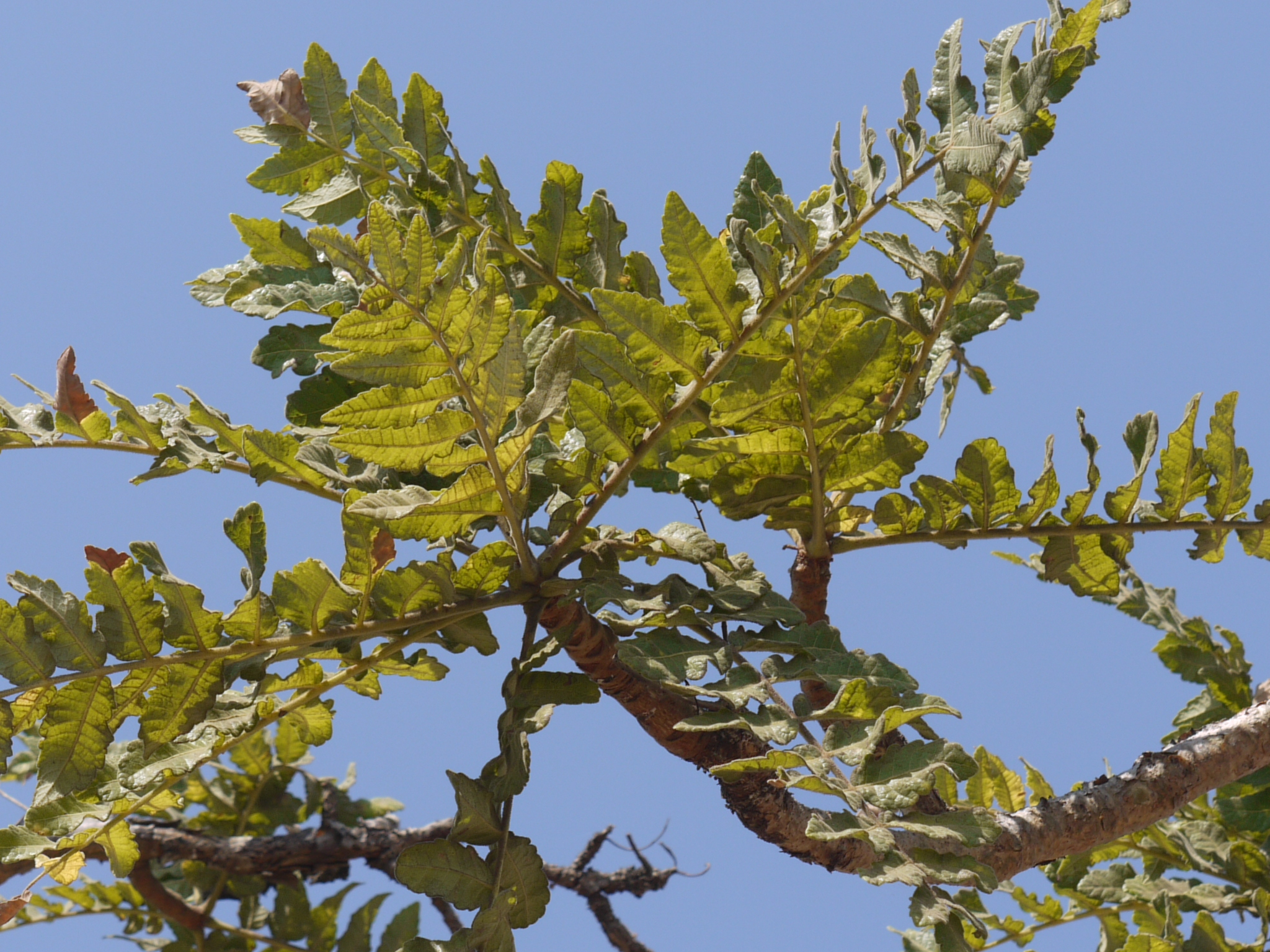
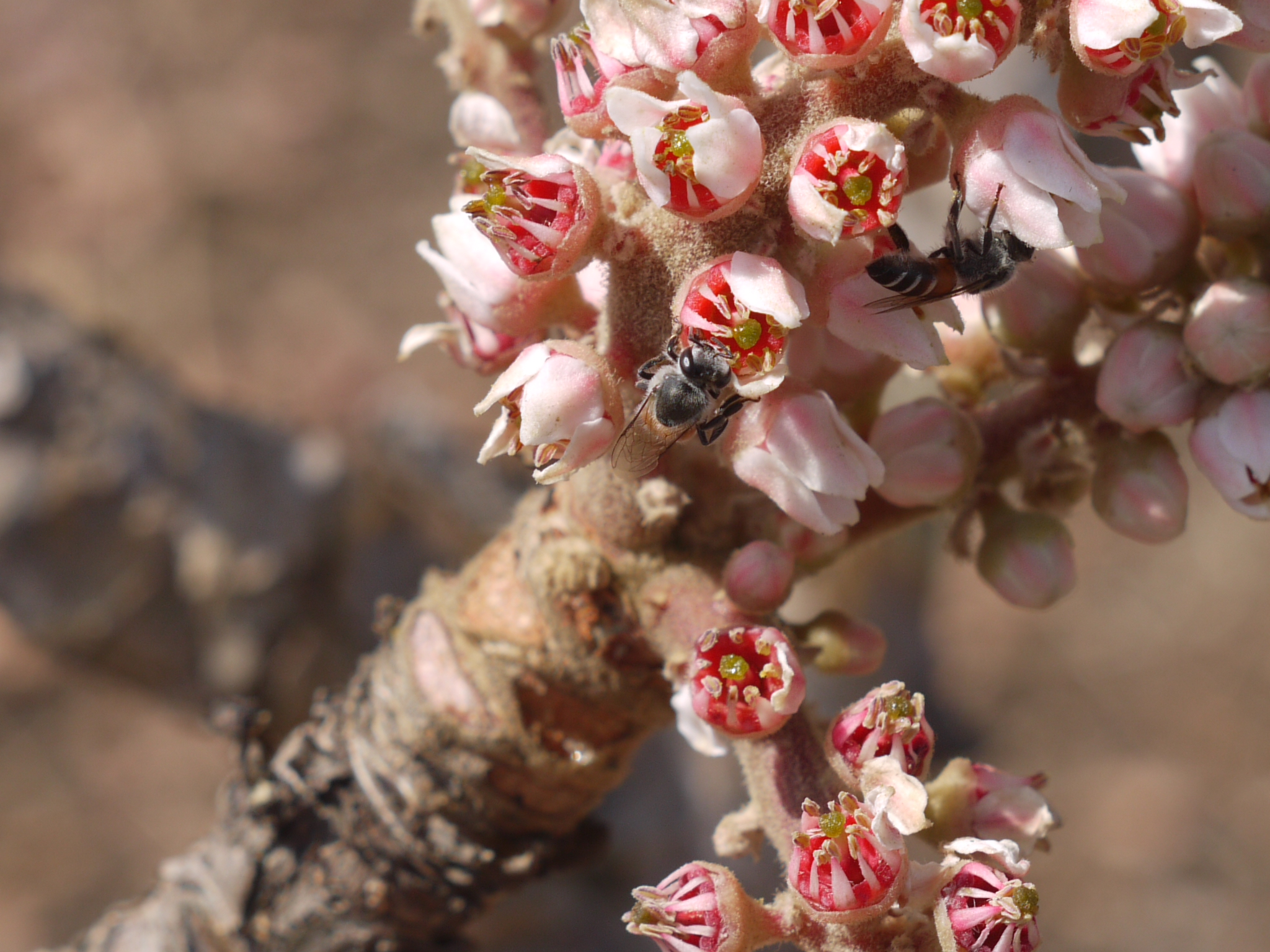
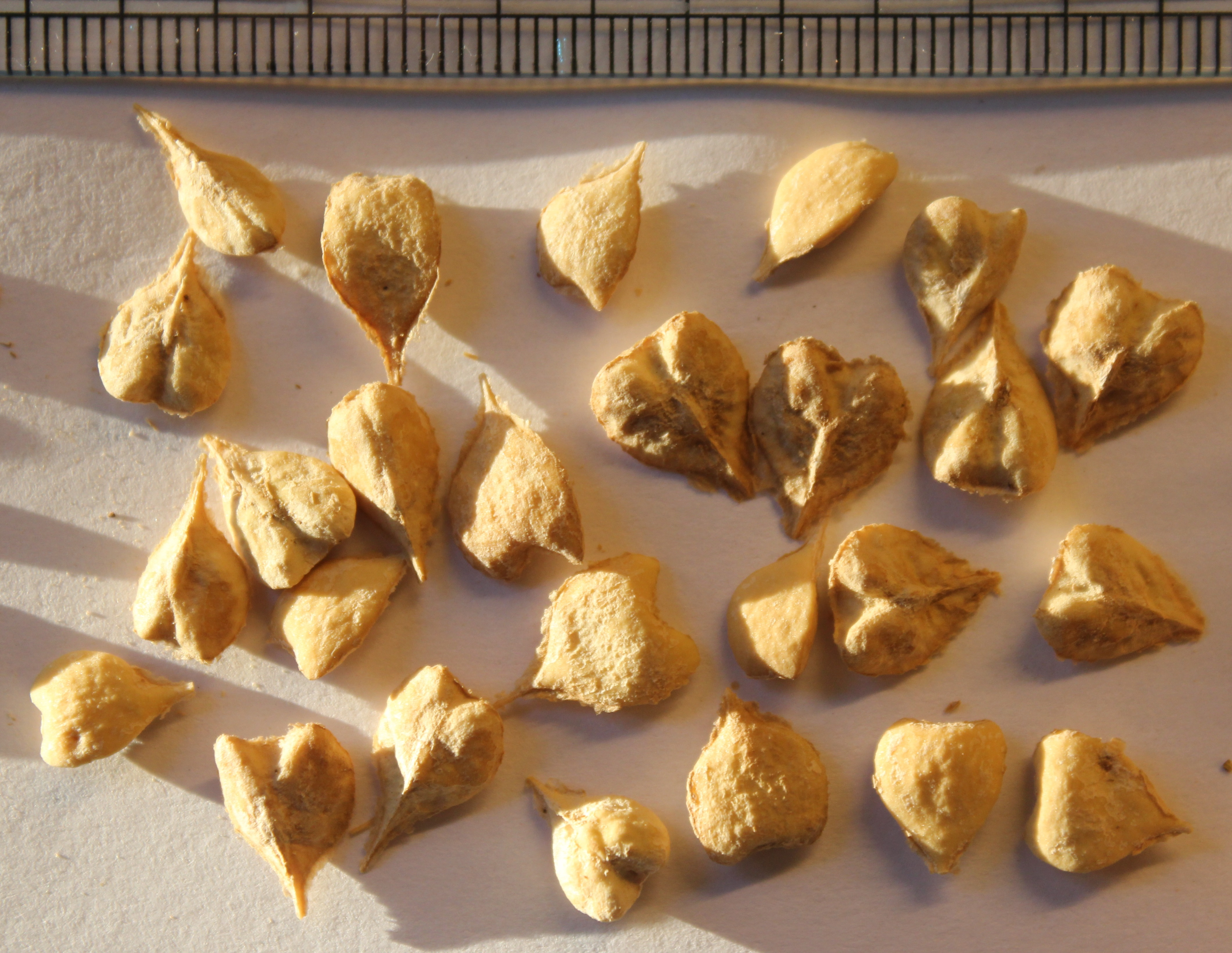
Graines
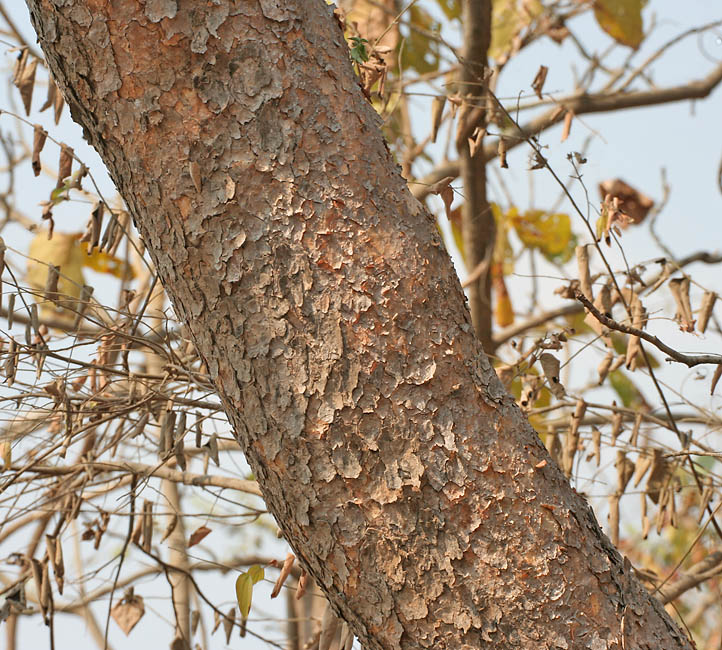
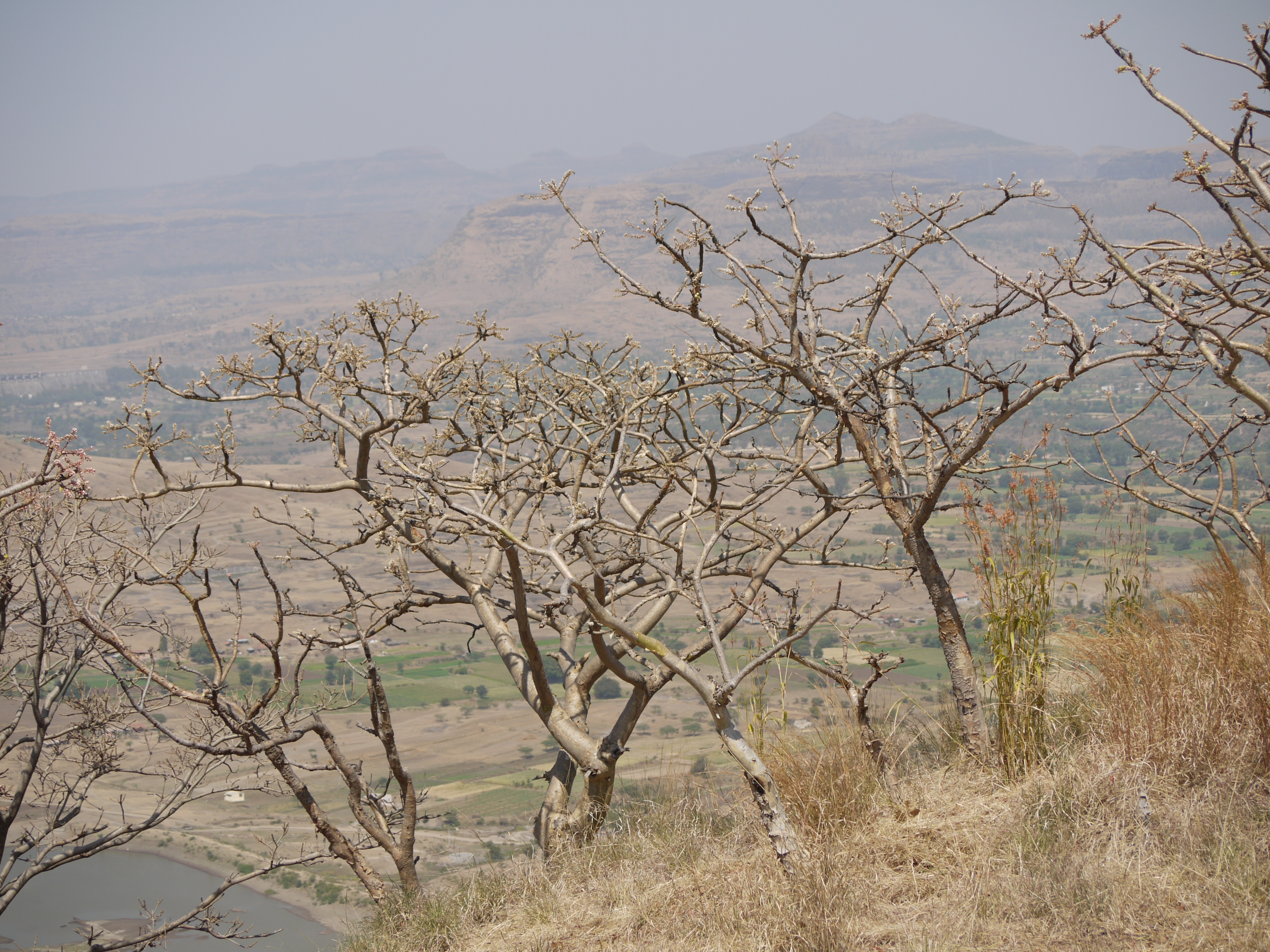